# Wenzel Linck

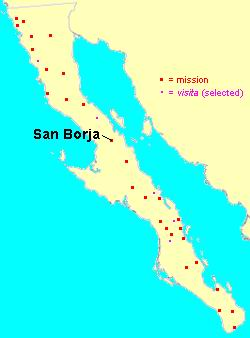
Lage der von Linck gegründeten Mission San Borja

Wenzel Linck, getauft als Wentzl Bernard Linck, (* 29. März 1736 in Neudek; † 8. Februar 1797 in Olmütz) war ein böhmischer Jesuit und Missionar. Sein Verdienst war die geographische Erforschung der Halbinsel Baja California im heutigen Mexiko.

## Leben
Wenzel Linck wurde als Sohn des Stadtrichters und Primators Wenzel Prokop Linck († 1771) und dessen zweiter Ehefrau Anna Catharina geb. Schuster (* 1712) in Neudek geboren.
Er trat mit 18 Jahren in den Jesuitenorden ein und studierte Philosophie in Brünn und Prag. Als Missionar nach Mexiko entsandt, setzte Linck sein Studium zwischen 1756 und 1761 in Mexiko-Stadt und Puebla fort. Im Jahre 1762 wurde er in die Jesuitenstation Santa Gertrudis in Baja California beordert.  Linck gründete nördlich davon, im Gebiet der Cochimi-Indianer, die Mission San Francisco de Borja Adac. In den nächsten fünf Jahren verwaltete er die Station und führte Expeditionen für zukünftige Missionsstandorte durch. Um endgültig die Frage zu klären, ob Baja California eine Insel („Insel Kalifornien“) sei, unternahm Linck den ehrgeizigen Versuch, den unteren Colorado River zu erreichen, der aber scheiterte. Er hielt seine Forschungsergebnisse in einem Tagebuch fest. Als im Jahre 1767 von König Karl III. der Befehl erging die Jesuiten aus Amerika auszuweisen, kehrte Linck nach Böhmen zurück. Er starb in Olmütz.